# Helicopsyche starmuehlneri
Helicopsyche starmuehlneri là một loài Trichoptera thuộc họ Helicopsychidae. Chúng phân bố ở miền Australasia.